# 六氟化氪
六氟化氪 是一种无机化合物，化学式 KrF
6 。1933年， 莱纳斯·鲍林预测了稀有气体氟化物 和氧化物的存在，包括六氟化氪，但此后从未进行过合成，因为氧化 Kr(II)非常的难。。记录过唯一真正的氪化合物是二氟化氪 KrF
2。